# Methona denigrata
Methona denigrata är en fjärilsart som beskrevs av Talbot 1932. Methona denigrata ingår i släktet Methona och familjen praktfjärilar. Inga underarter finns listade i Catalogue of Life.